# Northampton (lớp tàu tuần dương)
Lớp tàu tuần dương Northampton là một nhóm sáu tàu tuần dương hạng nặng được Hải quân Hoa Kỳ chế tạo trong những năm 1930. Mang nhiều đặc tính cải tiến so với lớp Pensacola dẫn trước, chúng đã được sử dụng rộng rãi trong Chiến tranh Thế giới thứ hai, khi ba chiếc bị mất trong chiến đấu. Những chiếc còn lại bị tháo dỡ sau khi chiến tranh kết thúc.